# Schwarzholz
Schwarzholz è una frazione di 255 abitantidel comune tedesco di Hohenberg-Krusemark, situato nel Circondario di Stendal nel Land della Sassonia-Anhalt.
Fino al 31 agosto 2010 ha costituito un comune autonomo.